# 동광초등학교 (부산)
동광초등학교는 대한민국 부산광역시 중구 대청동1가에 있었던 공립 초등학교이다.

## 학교 연혁
- 1921년 9월 1일 : 부산제7공립심상소학교 개교
- 1921년 12월 3일 : 교육 칙어 등본 하사
- 1922년 12월 23일 : 교실(2개) 및 강당 증축
- 1941년 4월 1일 : 부산제7공립국민학교로 개칭
- 1946년 4월 7일 : 동광국민학교 개편
- 1996년 3월 1일 : 동광초등학교로 개칭
- 1998년 2월 19일 : 제53회 졸업식(총 졸업생:20,720명)
- 1998년 9월 1일 : 폐교 및 남일초등학교와 광일초등학교로 통합

## 폐교 이후
폐교 이후, 동광초등학교 자리는 부산광역시청이 매입하여 현재 용두산공영주차장으로 사용하고 있다.